# Brosmophyciops
Brosmophyciops is een monotypisch geslacht van straalvinnige vissen uit de familie van naaldvissen (Bythitidae). Het geslacht is voor het eerst wetenschappelijk beschreven in 1960 door Schultz.

## Soort
- Brosmophyciops pautzkei Schultz, 1960